# Acacia ausfeldii
Acacia ausfeldii é uma espécie de leguminosa do gênero Acacia, pertencente à família Fabaceae.